# 富岡英里子
富岡 英里子（とみおか えりこ、1988年6月7日 - ）は、日本の女優。CreateRita株式会社代表取締役。以前はワンダー・プロダクション、エンパシィに所属していた。神奈川県横浜市出身。身長161cm、体重47kg。神奈川県立神奈川総合高等学校→日本映画学校卒業。

## 出演

### 映画
- 犀の角（2010年、井土紀州監督）[1][2][3]
- アベックパンチ（2011年、古澤健監督）
- UNBRIGHT-アンブライト（2011年、倉本雷大監督）
- 花火思想（2014年、大木萠監督）[4][5][6][7]
- 過日来（2013年、藤川史人監督）
- 溺れるボレロ - 主演（2013年、奥田裕介監督）[8][9]
- ラムネ☆スパークス（2014年、上村奈帆監督）[10]
- ワークさん（2015年、小野篤史監督）[11]
- エヴェレスト 神々の山嶺（2016年3月12日-、平山秀幸監督）
- しゃぼん玉（2017年3月4日-、東伸児監督）
- 誰かの花 (2021年、奥田裕介監督)
- ある惑星の散文（2022年今夏公開予定、深田隆之監督）[12]

### テレビドラマ
- 土曜ワイド劇場「司法教官・穂高美子」（2012年9月1日、テレビ朝日）
- 東京ガードセンター 第1話（2014年4月10日、Dlife）
- 聖母・聖美物語 第29話（2014年5月8日、フジテレビ）
- 月曜ゴールデン「弁護士高見沢響子12」（2014年7月7日、TBS）
- 月曜ミステリーシアター「ペテロの葬列」第2話（2014年7月14日、TBS）
- プレミアムドラマ「ある日、アヒルバス」最終話（2015年8月23日、NHK BSプレミアム）
- 土曜ドラマ「逃げる女」第2話（2016年1月16日、NHK）
- 水曜ミステリー9「新・旅行作家 茶屋次郎 富嶽三十六景殺人事件」（2016年1月20日、テレビ東京）
- 山口発地域ドラマ「朗読屋」（2017年1月18日、NHK BSプレミアム） - サユリ 役
- 警部補・碓氷弘一（2017年4月9日、テレビ朝日） ‐ 今村千尋役
- 連続テレビ小説
  - ひよっこ 第24話『旅立ちのとき』（2017年4月29日）
- 金曜プレミアム「おばさんデカ 桜乙女の事件帖」第16作『さよなら！おばさんデカ 桜乙女の事件帖 ザ・ラスト』（2017年5月12日） - 食堂従業員役
- ハケン占い師アタル 第3話 - 第8話（2019年1月31日 - 3月7日、テレビ朝日） - キズナの信者役

### 舞台
- 7（2007年5月16日-5月24日、劇団スタジオソルト公演） - 森田絵里役[13]
- 横濱の坂道をのぼれば〜ある日見た坂道で（2007年11月29日-12月2日、アンティークス公演）
- SOMEDAY（2008年5月28日-6月1日、劇団スタジオソルト公演） - 八十月子役[14]
- 青い空がみたい（2009年6月24日-6月28日、アンティークス公演）
- こより/LINE（2009年8月13日-8月16日、Egofilter公演）[15]
- その嘘に、リボンを（2009年11月27日-11月29日、ビビプロ公演）[16]
- 思い出回収（2009年12月16日-12月20日、Spacenoid公演）[17]
- 真夏の果実（2010年6月24日- 6月27日、Crftkit-companyプロデュース公演）
- Lost Princess（2010年11月3日-11月7日、シグナルズ公演）[18]
- 臨界幻想 - 朗読劇（2011年7月、笹塚ファクトリー公演）
- SPRING！（2011年8月24日-8月28日、シグナルズ公演）[19]
- ラフカット2011「テオリ」（2011年10月26日-10月30日、プラチナ・ペーパーズ公演）
- 宇宙船（2012年1月18-1月22日、3.14ch公演）[20]
- 絶望、のち（2014年10月1日-10月5日、富岡英里子プロデュース公演）[21]
- 放課後のユートピア（2016年7月27日-、劇団ナナカマド公演）[22][23][24]
- 荒地に立つ（2016年11月18日-11月20日、第2回富岡英里子プロデュース公演）[25]
- SUGAR WORKS（2017年8月6日-8月20日、フロアトポロジー公演）[26]
- 野外劇〜誕生〜（2017年9月23日-9月24日、88生まれの女たち公演）[27]

### ラジオドラマ
- FMシアター「GIRLS」（2013年1月26日、NHK-FM）
- 青春アドベンチャー
  - 「泥の子と狭い家の物語〜魔女と私の七〇日間戦争〜」（2013年4月1日-5日・4月8日-4月12日、NHK-FM）
  - 「俺たちの宇宙船」（2013年10月28日-11月8日、NHK-FM）
  - 「あなたがいる場所」（2014年3月17日・3月19日・3月27日・3月28日、NHK-FM）
  - 「あなたに似た自画像」（2016年10月17日・10月20日、NHK-FM）
- ちょっといいですか？（2015年10月10日、NHK-FM）

### Webドラマ
- 鎧武外伝 仮面ライダーグリドンVS仮面ライダーブラーボ（2020年10月25日・11月1日、東映特撮ファンクラブ） - リポーター 役

### CM
- セブン&アイ・ホールディングス　セブン-イレブン「お惣菜」篇

### PV
- AS BROTHERS
  - 「そして僕は」
  - 「10円電車」
- SUNDAYS「まるいとんがり」
- Japanese Nard「ちば映画祭のテーマ」

### その他
- ショートムービー　「シジュウカラの羽根」（フリーペーパー「AU LAIT」02）[28]